# Deceuninck–Quick-Step/2021
Deze pagina geeft een overzicht van de UCI World Tour wielerploeg Deceuninck–Quick-Step in 2021.

## Algemeen
Algemeen manager: Patrick Lefevere
Teammanager: Wilfried Peeters, Tom Steels
Ploegleiders: Davide Bramati, Brian Holm, Klaas Lodewyck, Ricardo Scheidecker, Geert Van Bondt en Rik Van Slycke
Fietsmerk: Specialized

## Renners
| Naam                  | Geboortedatum | Nationaliteit       | Ploeg 2020      |
| --------------------- | ------------- | ------------------- | --------------- |
| Julian Alaphilippe    | 11-06-1992    | Frankrijk           |                 |
| João Almeida          | 05-08-1998    | Portugal            |                 |
| Shane Archbold        | 02-02-1989    | Nieuw-Zeeland       |                 |
| Kasper Asgreen        | 08-02-1995    | Denemarken          |                 |
| Andrea Bagioli        | 23-03-1999    | Italië              |                 |
| Davide Ballerini      | 21-09-1994    | Italië              |                 |
| Sam Bennett           | 16-10-1990    | Ierland             |                 |
| Mattia Cattaneo       | 25-10-1990    | Italië              |                 |
| Rémi Cavagna          | 10-08-1995    | Frankrijk           |                 |
| Mark Cavendish        | 21-05-1985    | Verenigd Koninkrijk | Bahrain McLaren |
| Josef Černý           | 11-05-1993    | Tsjechië            | CCC Team        |
| Tim Declercq          | 21-03-1989    | België              |                 |
| Dries Devenyns        | 22-07-1983    | België              |                 |
| Remco Evenepoel       | 25-01-2000    | België              |                 |
| Ian Garrison          | 14-04-1998    | Verenigde Staten    |                 |
| Álvaro Hodeg          | 19-09-1996    | Colombia            |                 |
| Mikkel Frølich Honoré | 21-01-1997    | Denemarken          |                 |
| Fabio Jakobsen        | 31-08-1996    | Nederland           |                 |
| Iljo Keisse           | 21-12-1982    | België              |                 |
| James Knox            | 04-11-1995    | Verenigd Koninkrijk |                 |
| Yves Lampaert         | 10-04-1991    | België              |                 |
| Fausto Masnada        | 06-11-1993    | Italië              |                 |
| Michael Mørkøv        | 30-04-1985    | Denemarken          |                 |
| Florian Sénéchal      | 10-07-1993    | Frankrijk           |                 |
| Pieter Serry          | 21-11-1988    | België              |                 |
| Stijn Steels          | 21-08-1989    | België              |                 |
| Jannik Steimle        | 04-04-1996    | Duitsland           |                 |
| Zdeněk Štybar         | 11-12-1985    | Tsjechië            |                 |
| Bert Van Lerberghe    | 29-09-1992    | België              |                 |
| Mauri Vansevenant     | 01-06-1999    | België              |                 |

### Vertrokken
| Naam        | Geboortedatum | Nationaliteit | Ploeg 2021   |
| ----------- | ------------- | ------------- | ------------ |
| Bob Jungels | 22-09-1992    | Luxemburg     | AG2R-Citroën |

## Overwinningen
| Nationale kampioenschappen wielrennen België - tijdrit: Yves Lampaert Denemarken - tijdrit: Kasper Asgreen Frankrijk - wegwedstrijd: Rémi Cavagna Portugal - tijdrit: João Almeida Tsjechië - tijdrit: Josef Černý Wereldkampioenschap - wegwedstrijd: Julian Alaphilippe Ronde van de Provence 1e etappe: Davide Ballerini 2e etappe: Davide Ballerini Puntenklassement: Davide Ballerini Ronde van de Verenigde Arabische Emiraten 4e etappe: Sam Bennett 6e etappe: Sam Bennett Omloop Het Nieuwsblad Davide Ballerini Drôme Classic Andrea Bagioli GP Industria & Artigianato-Larciano Mauri Vansevenant Parijs-Nice 1e etappe: Sam Bennett 5e etappe: Sam Bennett Tirreno-Adriatico 2e etappe: Julian Alaphilippe Driedaagse Brugge-De Panne Sam Bennett E3 Saxo Bank Classic 2021 Kasper Asgreen Internationale Wielerweek 5e etappe: Mikkel Frølich Honoré Ronde van Catalonië Jongerenklassement: João Almeida Ronde van Vlaanderen Kasper Asgreen Ronde van het Baskenland 5e etappe: Mikkel Frølich Honoré Ronde van Turkije 2e etappe: Mark Cavendish 3e etappe: Mark Cavendish 4e etappe: Mark Cavendish 7e etappe: Mark Cavendish | Waalse Pijl Julian Alaphilippe Ronde van Romandië 5e etappe (ITT): Rémi Cavagna Ronde van de Algarve 1e etappe: Sam Bennett 3e etappe: Sam Bennett 4e etappe (ITT): Kasper Asgreen Puntenklassement: Sam Bennett Grote Prijs Vermarc Sport Álvaro Hodeg Ronde van België 2e etappe: Remco Evenepoel 5e etappe: Mark Cavendish Eindklassement: Remco Evenepoel Ronde van Frankrijk 1e etappe: Julian Alaphilippe 4e etappe: Mark Cavendish 6e etappe: Mark Cavendish 10e etappe: Mark Cavendish 13e etappe: Mark Cavendish Puntenklassement: Mark Cavendish Ronde van Wallonië 2e etappe: Fabio Jakobsen 5e etappe: Fabio Jakobsen Ronde van de Ain 1e etappe: Álvaro Hodeg Jongerenklassement: Andrea Bagioli Ronde van Polen 2e etappe: João Almeida 4e etappe: João Almeida 6e etappe: Rémi Cavagna Eindklassement: João Almeida Puntenklassement: João Almeida Ploegenklassement: *1) Ronde van Denemarken 3e etappe: Remco Evenepoel 5e etappe: Remco Evenepoel Eindklassement: Remco Evenepoel Jongerenklassement: Remco Evenepoel | Ronde van Spanje 4e etappe: Fabio Jakobsen 8e etappe: Fabio Jakobsen 13e etappe: Florian Sénéchal 16e etappe: Fabio Jakobsen Puntenklassement: Fabio Jakobsen Grote Prijs Marcel Kint Álvaro Hodeg Druivenkoers Overijse Remco Evenepoel Brussels Cycling Classic Remco Evenepoel Ronde van Groot-Brittannië 7e etappe: Yves Lampaert Ploegenklassement: *2) Ronde van Luxemburg 1e etappe: João Almeida 4e etappe (ITT): Mattia Cattaneo Eindklassement: João Almeida Puntenklassement: João Almeida Jongerenklassement: João Almeida Ronde van Slowakije 1e etappe: Álvaro Hodeg 2e etappe: Jannik Steimle Primus Classic Florian Sénéchal Gooikse Pijl Fabio Jakobsen Eurométropole Tour Fabio Jakobsen Ronde van het Münsterland Mark Cavendish Coppa Bernocchi Remco Evenepoel |

*1) Ploeg Ronde van Polen: Almeida, Cavagna, Declercq, Garrison, Hodeg, Honoré, Steels
*2) Ploeg Ronde van Groot-Brittannië: Alaphilippe, Ballerini, Cavendish, Declercq, Honoré, Lampaert
Mannen:   2003 · 2004 · 2005 · 2006 · 2007 · 2008 · 2009 · 2010 · 2011 · 2012 · 2013 · 2014 · 2015 · 2016 · 2017 · 2018 · 2019 · 2020 · 2021 · 2022 · 2023 · 2024 · 2025
Vrouwen:   2023 · 2024 · 2025
AG2R-Citroën · Astana-Premier Tech · Bahrain-Victorious · BORA-hansgrohe · Cofidis, Solutions Crédits · Deceuninck–Quick-Step · EF Education-Nippo · Groupama-FDJ · INEOS Grenadiers · Intermarché-Wanty-Gobert Matériaux · Israel Start-Up Nation · Lotto Soudal · Movistar Team · Team BikeExchange · Team DSM · Team Jumbo-Visma · Team Qhubeka NextHash · Trek-Segafredo · UAE Team Emirates